# Kirchenprovinz Agrigent
Die Kirchenprovinz Agrigent ist eine der fünf Kirchenprovinzen der Kirchenregion Sizilien der Römisch-Katholischen Kirche in Italien.

## Geografie
Das Territorium der Kirchenprovinz Agrigent erstreckt sich über die sizilianischen Freien Gemeindekonsortien Agrigent, Caltanissetta und Teile von Enna.

## Gliederung
Zu der Kirchenprovinz Agrigent gehören folgende Bistümer:
- Erzbistum Agrigent
  - Bistum Caltanissetta
  - Bistum Piazza Armerina

## Geschichte
Die Kirchenprovinz Agrigent wurde am 2. Dezember 2000 errichtet, als die Kirchenprovinz Monreale aufgehoben wurde und das Bistum Agrigent zum Erzbistum erhoben wurde.